# Vokov
Vokov (en allemand : Wokow) est une commune du district de Pelhřimov, dans la région de Vysočina, en République tchèque. Sa population s'élevait à 204 habitants en 2024.

## Géographie
Vokov se trouve à 4 km au sud du centre de Pelhřimov, à 27 km à l'ouest de Jihlava et à 96 km au sud-est de Prague.
La commune est limitée par Pelhřimov à l'ouest et au nord, par Pavlov à l'est, par Rynárec au sud-est, par Libkova Voda au sud et par Ondřejov à l'ouest.

## Histoire
La première mention écrite de la localité date de 1355.

## Transports
Par la route, Vokov se trouve à 5,3 km de Pelhřimov, à 35 km de Jihlava et à 115 km de Prague.